# Wahlenbergia rupestris
Wahlenbergia rupestris là loài thực vật có hoa trong họ Hoa chuông. Loài này được G.Simpson miêu tả khoa học đầu tiên năm 1952.